# Keichō
Keichō (慶長?) fue una era japonesa (年号 nengō?) posterior a la era Bunroku y anterior a la era Genna. La era de Keichō comprende los años 1596 á 1615.  Los emperadores reinantes fueron Emperador Go-Yōzei-tennō (後陽成天皇?) y Emperador Go-Mizunoo-tennō (後水尾天皇?).

## Cambio de era
- 1596 Keichō gannen (慶長元年?): Se cambió el nombre de la era a Keichō para denotar varios desastres naturales que ocurrieron. La era anterior terminó el 27 de octubre del quinto Bunroku.

## Eventos en la eraKeichō
- 1596 (Keichō 1): Guerra Keichō, parte de las invasiones japonesas a Corea.
- 18 de septiembre de 1598 (Keichō 3, día 18 del 8.º mes): Toyotomi Hideyoshi muere en el Castillo Fushimi a la edad de 63.[3]
- 21 de octubre de 1600 (Keichō 5, 15vo día del 9.º mes): Batalla de Sekigahara. Victoria del clan Tokugawa.[4]
- 15 de enero de 1602 (Keichō 7, 24.º día del 11vo mes): Incendio en el Hōkō-ji en Kioto.[5]
- 1603 (Keichō 8): Tokugawa Ieyasu se convierte en shōgun, dando inicio al shogunato Tokugawa.[6]
- 1605 (Keichō 10): Tokugawa Hidetada es nombrado sucesor de su padre como shōgun.
- 1605 (Keichō 10): Se ordena la elaboración del primer mapa oficial de Japón, el cual es terminado en 1639 con una escala 1:280,000.[7]
- 1606 (Keichō 11): Se comienza la construcción del Castillo Edo.[4]
- 1607 (Keichō 12): Se comienza la construcción del Castillo Suruga.[4]
- 1609 (Keichō 14):  Invasión de Ryukyu por el clan Shimazu, daimyō del Dominio de Satsuma.[4]